# Marguerite Gérard
Marguerite Gérard (28 de gener de 1761 a Grassa–18 de maig de 1837 a París) va ser una pintora i gravadora francesa. Era filla de Marie Gilette i el perfumista Claude Gérard. Als 8 anys va esdevenir cunyada de Jean-Honoré Fragonard, i als 14, va anar a viure amb ell. També era la tia de l'artista Alexandre-Évariste Fragonard. Gérard va ser alumne de Fragonard a mitjans 1770 i va estudiar pintura i gravat sota la seva tutela. Aparentment va realitzar cinc aiguaforts el 1778 en col·laboració amb el mestre.

## Vida personal
A la mort de la seva mare l'any 1775, Marguerite Gérard va anar a viure al Louvre amb la seva germana i el marit de la seva germana, Jean-Honoré Fragonard. Van viure al Louvre aproximadament trenta anys, cosa que li permeté veure i inspirar-se en les grans obres d'art del passat i el present. D'interès particular per Gérard era l'art de gènere de l'Edat Daurada holandesa que va emular en la seva pròpia obra. Li van oferir un lloc en l'Acadèmia Reial de Pintura i Escultura, però el va rebutjar. La seva associació amb el cercle de Fragonard va permetre a Gérard la llibertat de romandre soltera sense esdevenir una càrrega financera per a ella o per als seus pares, per això es pogué dedicar a l'art. L'especulació que Gérard i Fragonard fossin amants ha estat desestimada de forma exhaustiva, i Gérard es va referir a l'artista com una figura paterna.

## Obra artística
Marguerite Gérard va començar la seva feina com a artista durant la dècada del 1770 mentre vivia a París. Les seves primeres composicions són aiguaforts i gravats; les seves obres posteriors i més famoses són pintures a l'oli. La seva obra artística mostra escenes de la vida quotidiana, un estil conegut com a pintura de gènere. Les seves feines van ser exhibides al Saló de París començant el 1790 i hi obtingué l'atenció de rics patrons.

### Influències
Gérard va començar a interessar-se per l'art mentre vivia amb la seva germana, Marie-Anne Fragonard, i el seu cunyat, Jean-Honoré Fragonard, a París. Marguerite va esdevenir aprenenta de Fragonard, treballà en col·laboració amb ell per crear les seves primeres obres. Gérard va començar la seva carrera amb aiguaforts i còpies de gravats de pintures de Fragonard; poc després, va començar a crear les seves pròpies pintures de gènere. La representació de la vida diària en les seves obres s'assembla a l'estil de Gerard Ter Borch i Gabriel Metsu, artistes holandesos del segle xvii. Com molts d'aquests artistes holandesos, Gérard va pintar detalls meticulosos utilitzant pinzellades finament mesclades.

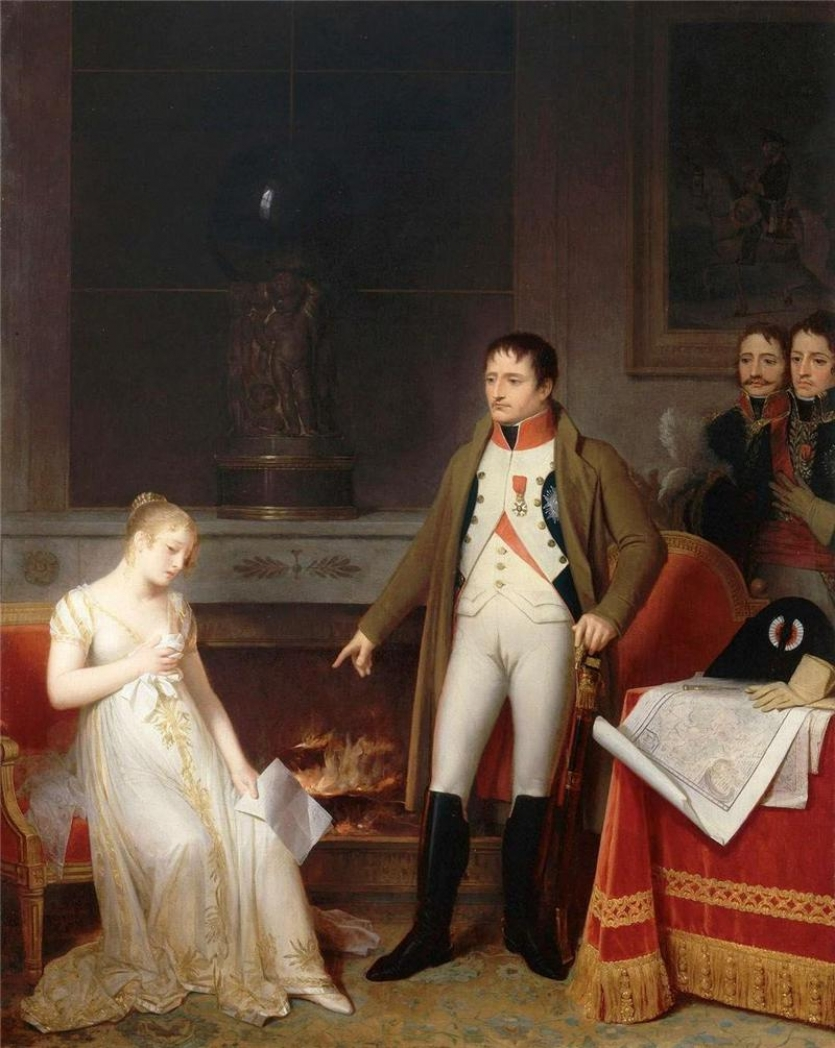
La clemència de Napoleó (1806)

### Temes
Com a artista de gènere, Gérard es va centrar a retratar escenes de la vida domèstica íntima. Gossos i gats apareixen repetidament dins la seva obra. Moltes de les seves pintures il·lustren les experiències de maternitat i infantesa a la llar, i moltes emfasitzen la importància de la música i la companyonia femenina.

### Recepció i reconeixement
Gérard va ser una de les dones més reconegudes artistes del seu temps. Malgrat la seva manca de formació formal, va guanyar tres medalles per la seva obra. Una de les seves pintures, La clemència de Napoleó, va ser comprada pel mateix emperador Napoleó el 1808. Altres patrons van ser-ne Lluís XVII i diversos membres de la classe alta. Els col·leccionistes acabalats van adquirir pintures originals per mostrar a les seves cases, mentre els seus gravats s'estengueren entre la classe mitjana. La tècnica impressionant i els temes quotidians van fer que l'obra de Gérard esdevingués popular entre els francesos.

### Galeria

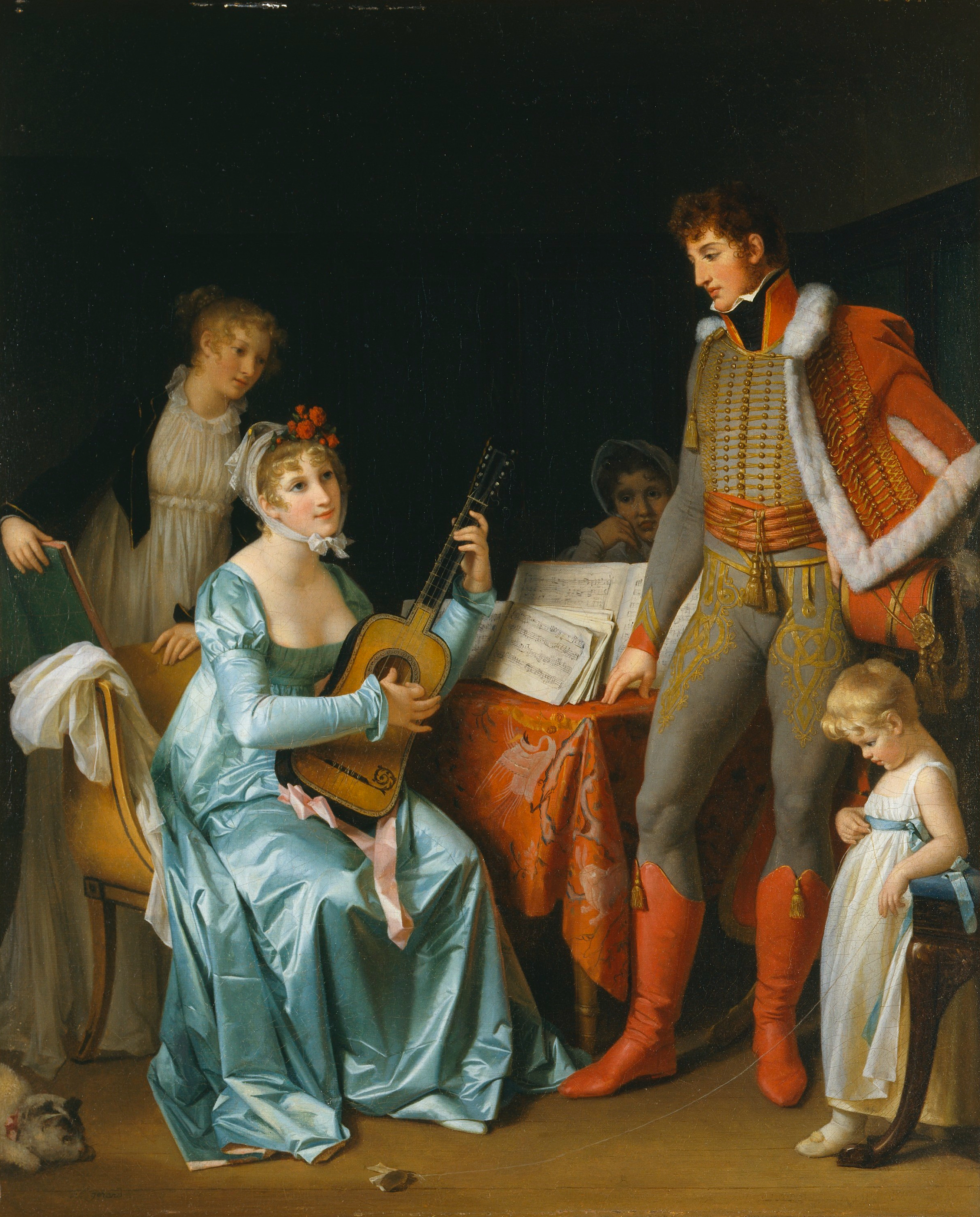
"La duquessa d'Abrantès i el general Junot", oli sobre tela, ca. 1800
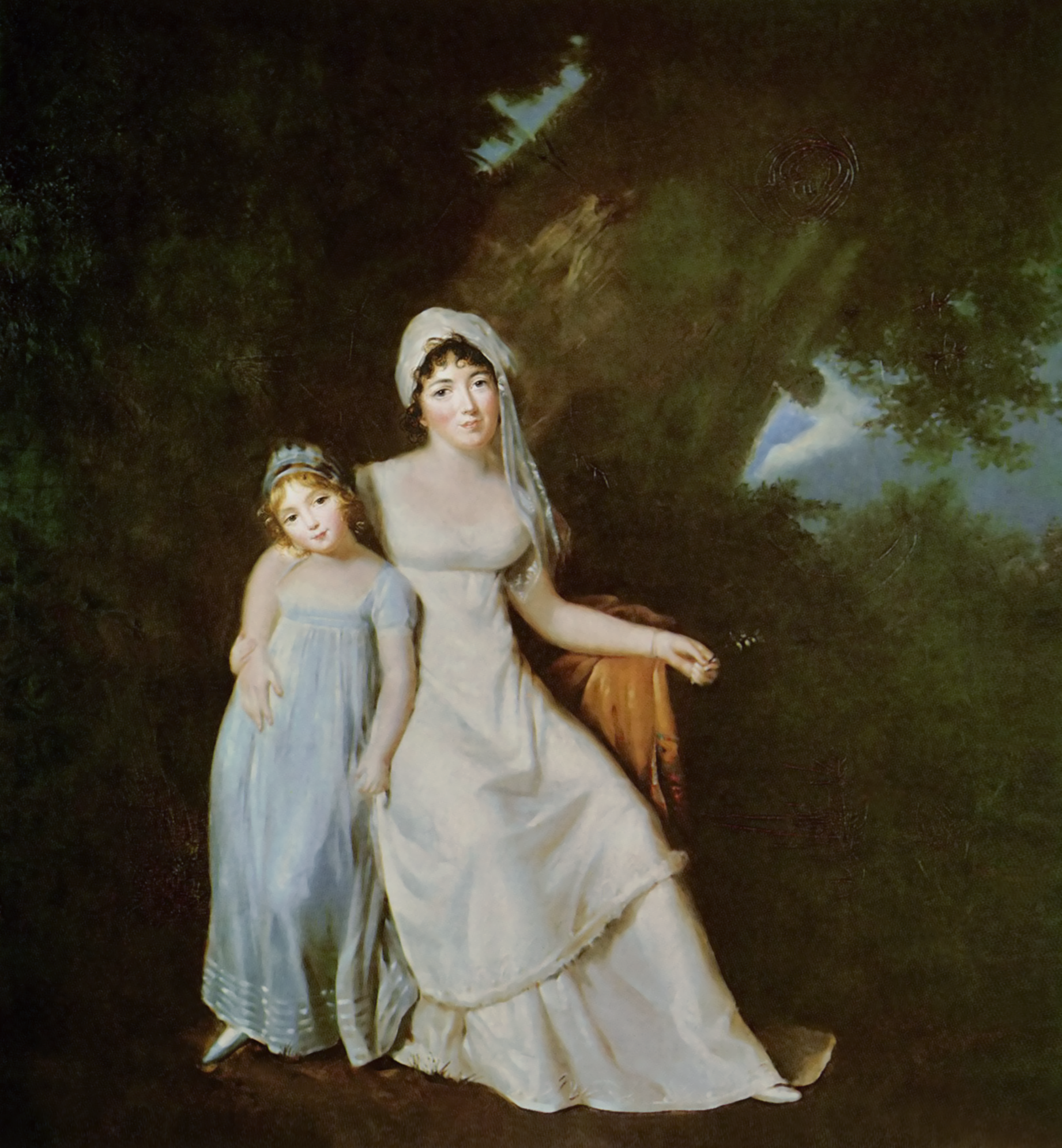
"Mme. de Staël i sa filla Albertine", oli sobre tela, 1803–1808
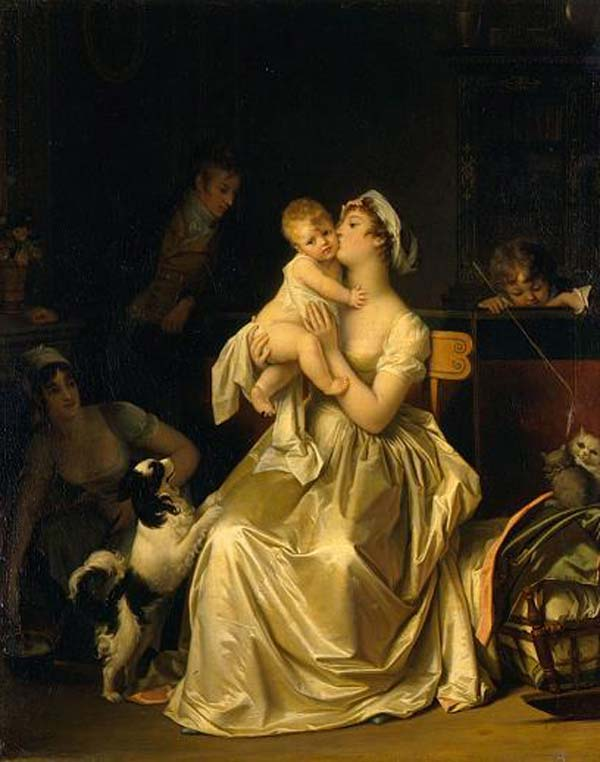
"La maternitat", oli sobre tela, 51 x 61 cm, 1795–1800
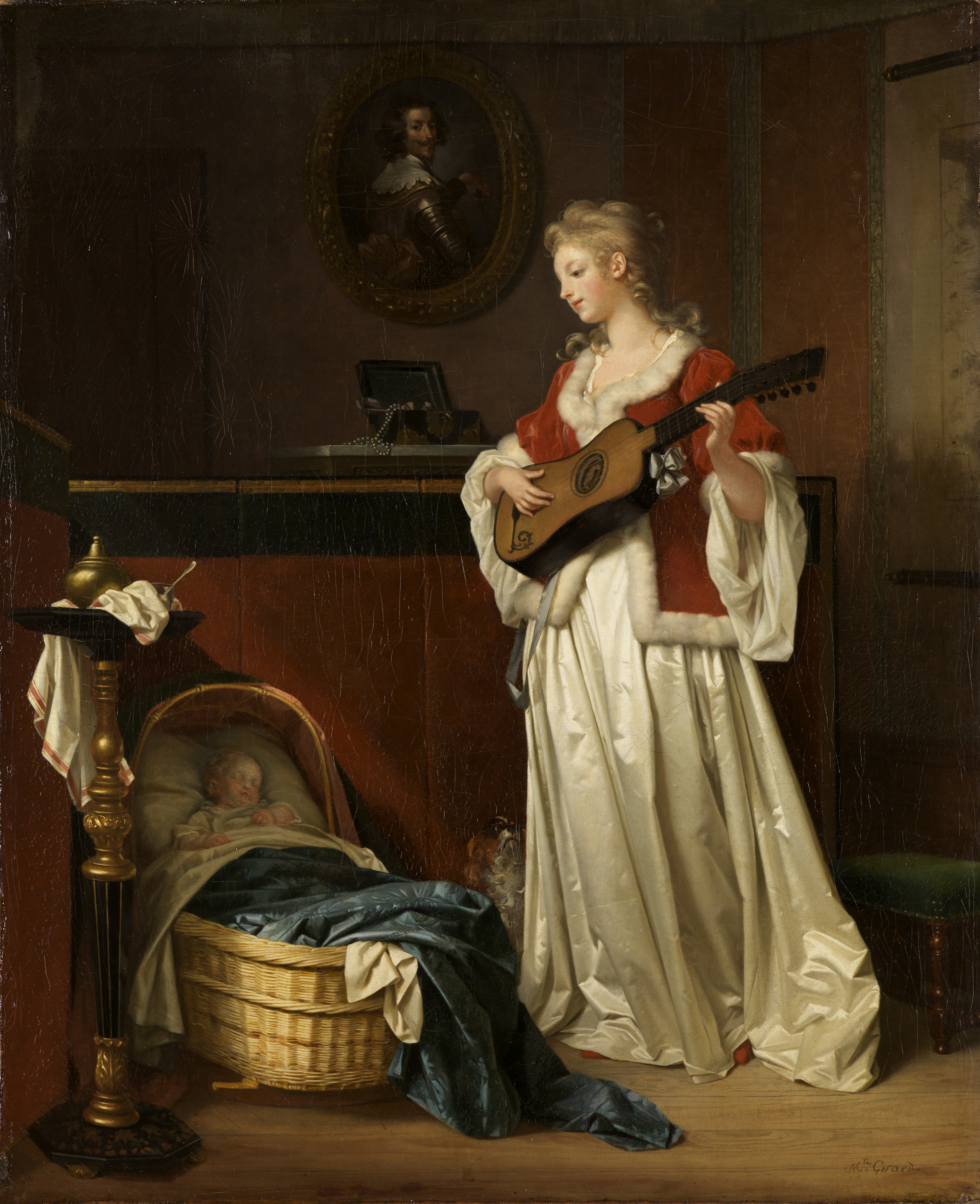
"Dorm, fill meu", oli sobre tela, 55 x 45 cm, 1783–1786
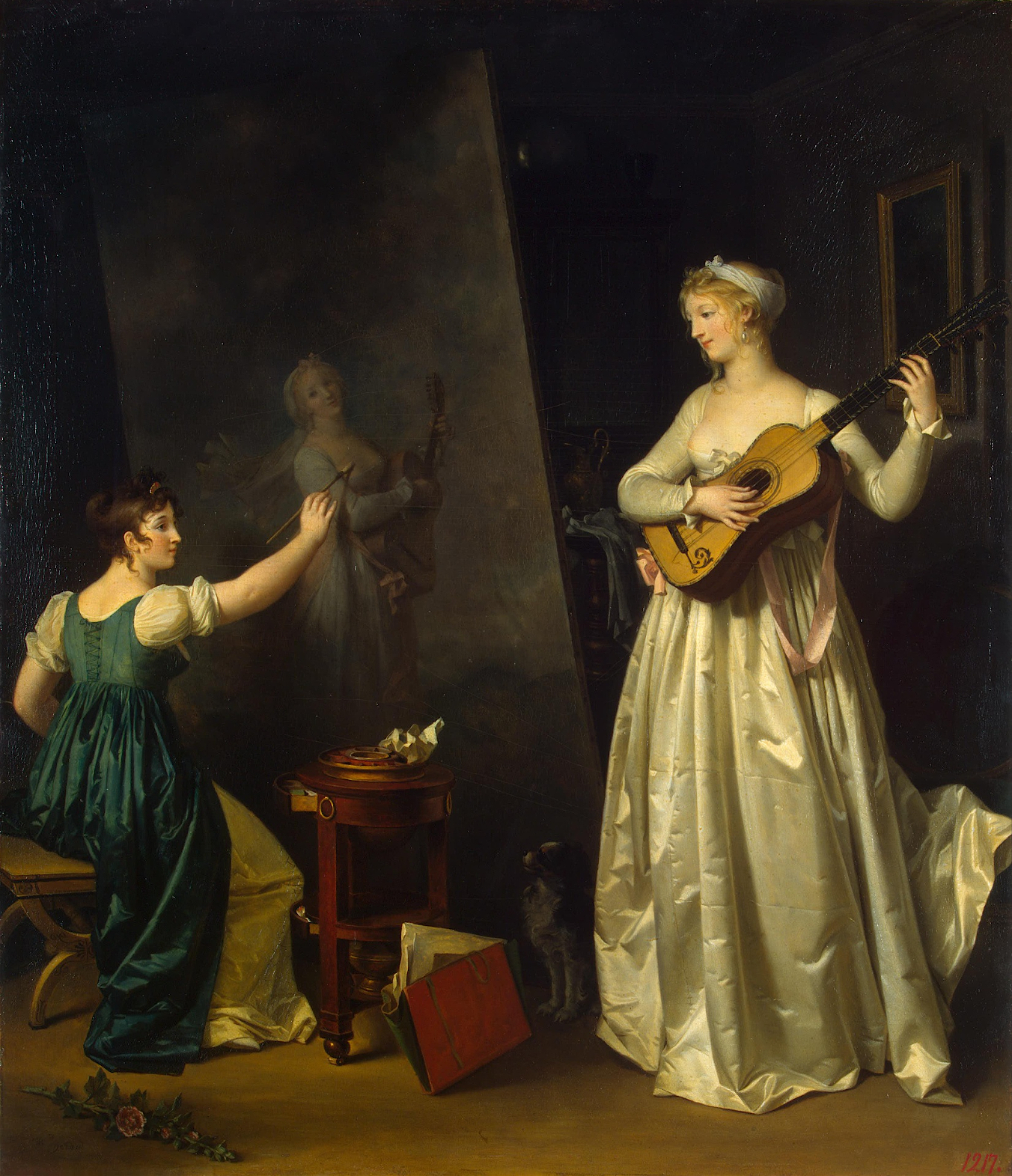
"Pintor retratant una música de llaüt", 61 x 51.5 cm, abans de 1803
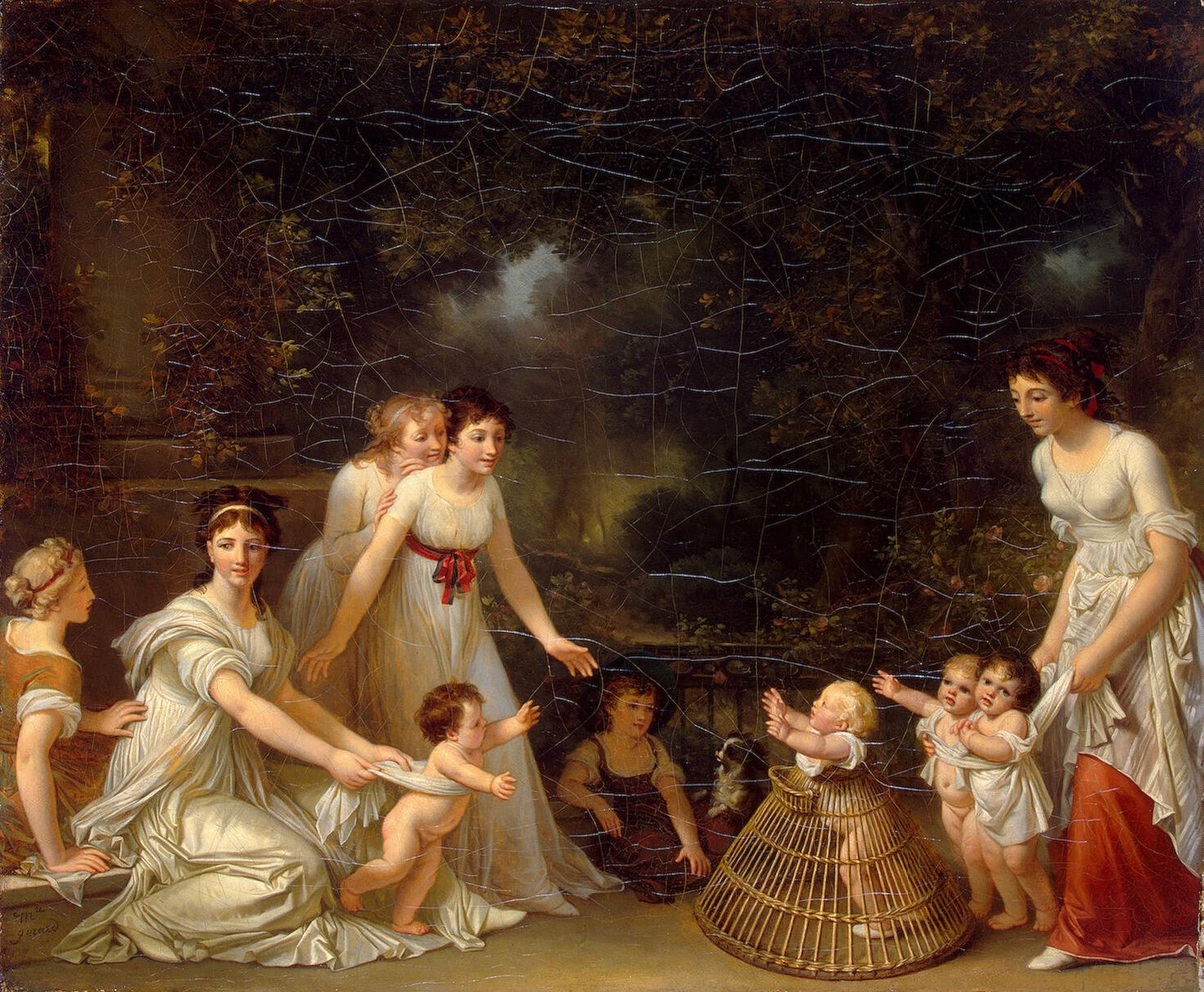
"Primers passos", oli sobre tela, 45.5 x 55 cm, ca. 1788
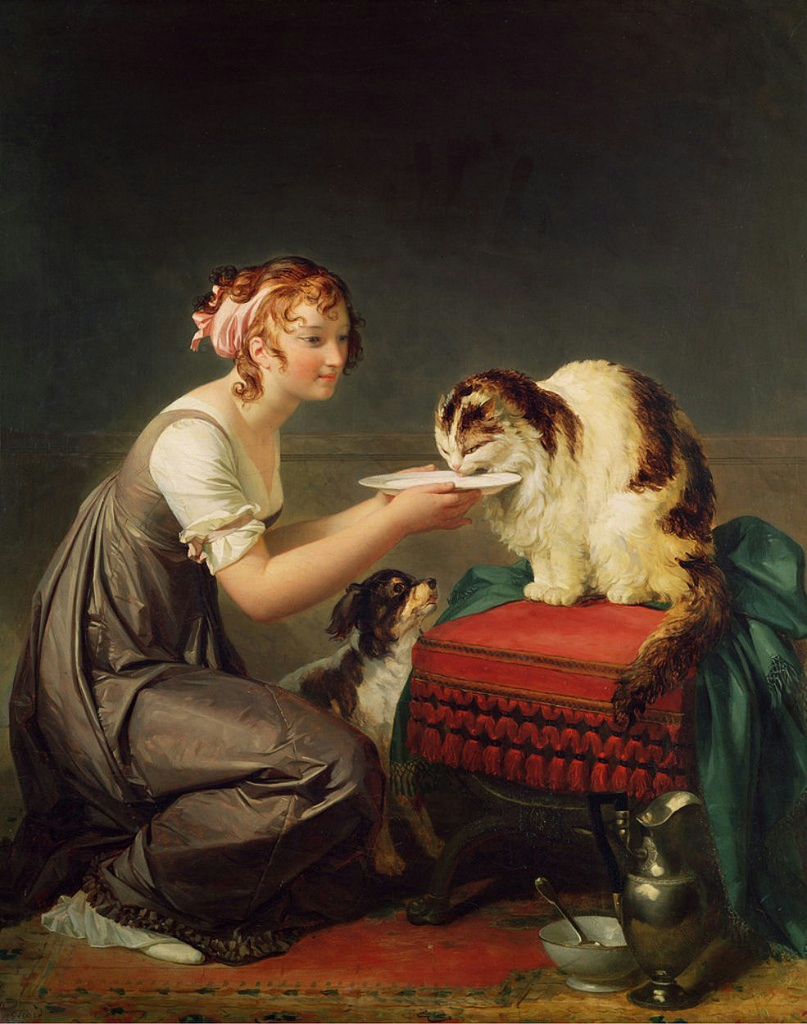
"El desdejuni del gat", oli sobre tela, Musée Fragonard, Grassa, França
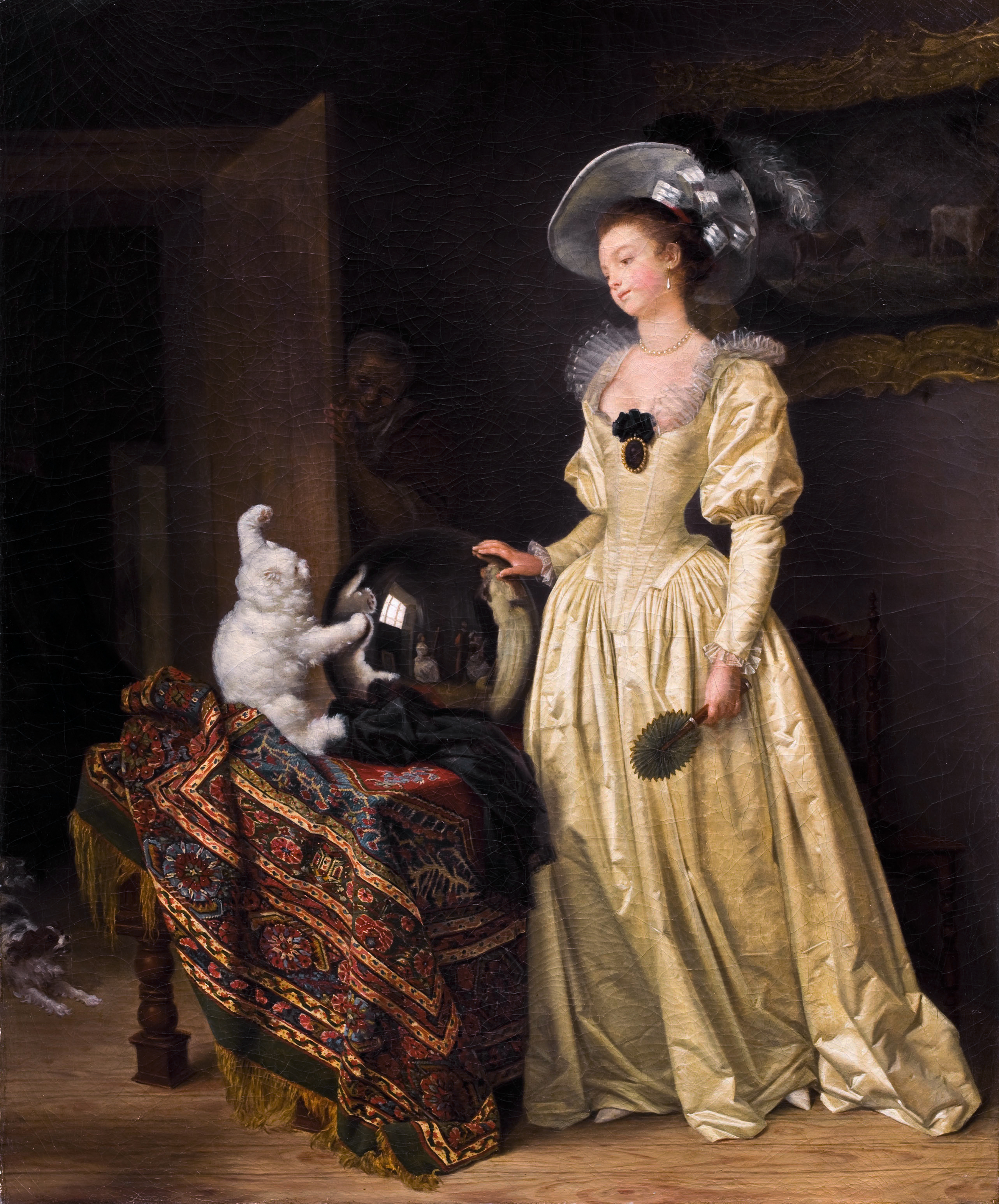
"El gat d'angora", oli sobre tela, 1780, 65 x 53,5 cm
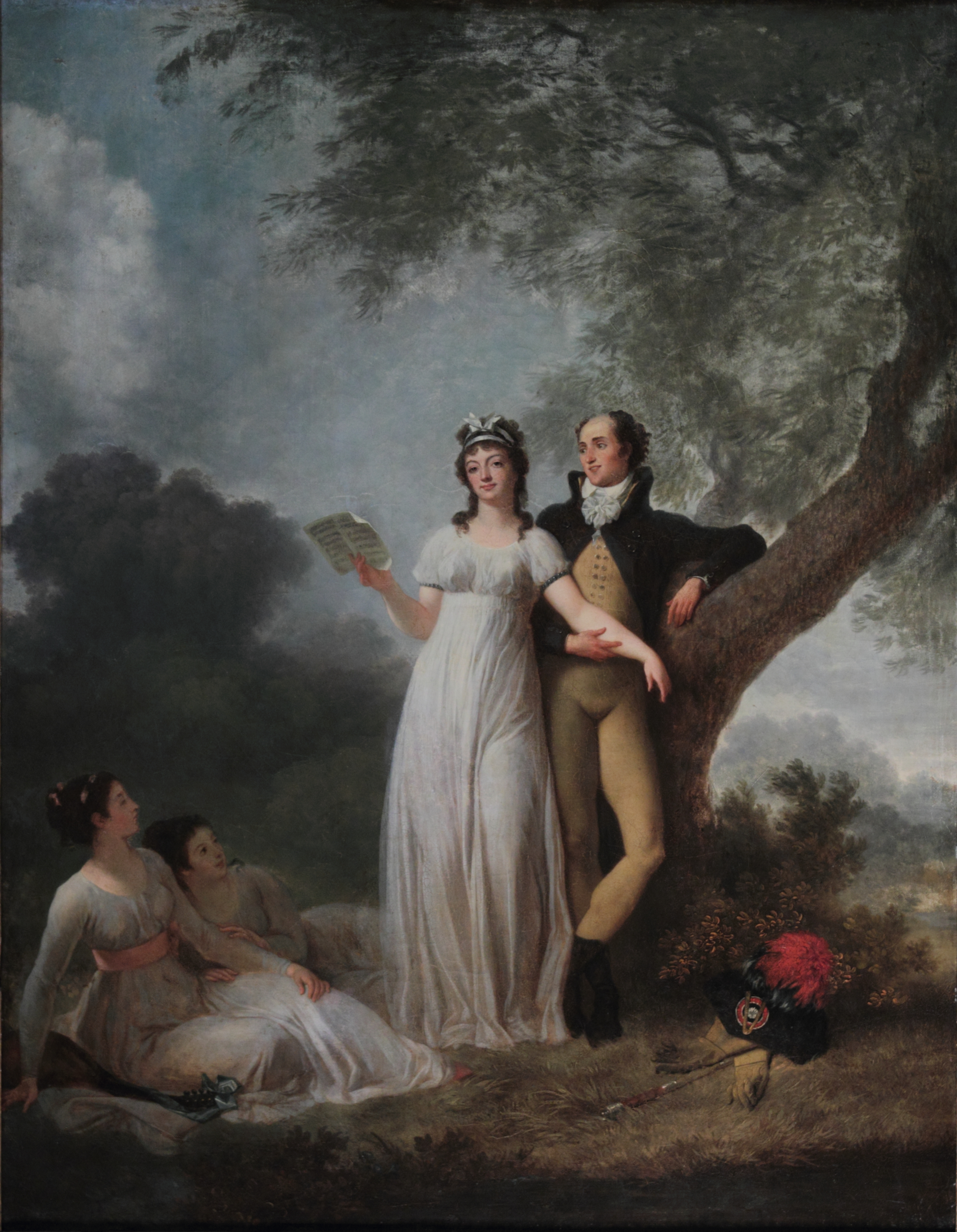
"La cançó", oli sobre tela, 1785